# Végzetes játékok
A Végzetes játékok (eredeti cím: Vice) 2015-ös amerikai sci-fi akciófilm, amelyet Andre Fabrizio és Jeremy Passmore forgatókönyvéből Brian A. Miller rendezett. A főbb szerepekben Thomas Jane, Bruce Willis és Ambyr Childers látható.
Amerikában 2015. január 16-án mutatták be a mozikban. Magyarországon az RTL mutatta be 2024. május 13-án. A filmet a kritikusok lehúzták, és Bruce Willis eddigi legrosszabb filmjének tartják.

## Cselekmény
Egy futurisztikus üdülőhely, a Vice, lehetőséget kínál a látogatóknak, hogy kifinomult androidokon (úgynevezett "mesterségeseken") éljék ki minden fantáziájukat, legyen az bármilyen erőszakos vagy deviáns. Az androidok memóriáját minden nap újraindítják, és minden elszenvedett kárt helyreállítanak. Annak érdekében, hogy fenntartsák az illúziót, hogy az androidok valódiak, úgy programozzák őket, hogy viselkedési reakciókat, például érzelmeket mutassanak, és azt higgyék magukról, hogy emberek. Kelly, a gynoid csaposnő azt hiszi magáról, hogy az utolsó munkanapján van. Miután találkozik Evannel, egy barátságos látogatóval, aki arra bátorítja, hogy kövesse az álmait, őt és barátnőjét, Melissát, aki szintén gynoid, brutálisan megöli egy másik látogató. Ezzel egy időben Roy Tedeschi nyomozó letartóztat egy erőszaktevőt az üdülőhelyen, aki szexuálisan zaklatja az egyik androidot. Tedeschi kapitánya utasítja, hogy maradjon távol a Vice-tól, és csak akkor tartóztassa le a vendégeket, ha már elmentek, mivel a Vice hatalmas adóbevételeket biztosít a városnak. Tedeschi úgy véli, hogy a Vice látogatói érzéketlenné válnak az erőszakkal és a nemi erőszakkal szemben – bizonyítékként az általa letartóztatott férfira mutatva –, és arra gyanakszik, hogy az osztálya kenőpénzt fogad el az üdülőhelytől. Amikor Tedeschi kiviharzik, megfogadja, hogy megállítja a Vice-t.
Julian Michaels vezérigazgató-helyettes elrendeli Kelly azonnali újraaktiválását, mivel a tervek szerint hamarosan fontos ügyfelek érkeznek. Nem sokkal később véletlenszerű visszaemlékezéseket tapasztal, és visszahívják. Egy mérnök elmagyarázza, hogy az emlékeit nem lehet valóban törölni, csak hozzáférhetetlenné tenni. Ahhoz, hogy ne legyenek visszaemlékezései, előbb az összes emlékét fel kell idéznie. Az összes halálesetének és szexuális zaklatásának újraélése okozta traumától megrémülve Kelly kiszabadul a bilincsekből, mielőtt az emlékei visszaállíthatók lennének. A biztonsági erők végigkergetik az üdülőhelyen, de ő a külső városba menekül. Ott megtudja az igazságot Vice-ról és önmagáról. Michaels utasítja a Chris által vezetett biztonsági csapatot, hogy csendben, minden szükséges eszközzel szerezze vissza a lányt. Michaels azt tervezi, hogy az androidok használatát kiterjeszti a katonai és kereskedelmi felhasználásra, amint társadalmilag elfogadottabbá válnak. Mivel úgy véli, hogy egy elszabadult android ezt veszélyeztetheti, eltussolja a szökést, és az üdülő rövid ideig tartó leállását egy terrortámadásra fogja.
Tedeschi gyanút fog, és feldühíti a kapitányát, amikor szembesíti Michaels-t. Ismét utasítják, hogy tartsa magát távol az erkölcsrendészettől, Tedeschit egy gyilkosságsorozatra osztják be, amelyet látszólag egy profi zsoldos követett el. Tedeschi és a kapitánya előtt ismeretlenül ez Chris munkája, aki megpróbálja visszaszerezni Kellyt, és mindenkit megöl, aki az útjába kerül. Miután elkerüli Chris-t, Kelly felkeres egy elhagyatott templomot, amelyet álmaiban látott. Ott újra találkozik Evannel, aki feltárja, hogy ő a teremtője. Evan a halott felesége képére teremtette őt, hogy több időt tölthessen vele. Michaels felvásárolta a cégét. Amikor Evan tudomást szerzett Michaels terveiről, elment, de elvesztette a kutatásai feletti ellenőrzést. Evan megígéri, hogy segít Kellynek, de mielőtt elindulhatnának, megérkezik Tedeschi, aki rájött, hogy a tetthelyen hagyott DNS-nyomok Evan halott feleségéhez tartoznak. Amikor Tedeschi megpróbálja letartóztatni Evant, Kelly eszméletlenre veri. Az erkölcsrendészet biztonsági emberei is követik Kellyt a templomba; Evan és Kelly elmenekül, miközben Tedeschi és a biztonságiak tüzet nyitnak egymásra.
Evan barátja, James, egy számítógépes hacker új személyazonosságot ad nekik, és kijuttatja őket a városból. Útközben Evan meghal, miközben megvédi Kellyt a Vice több gengszterétől. Kelly elfogadja Tedeschi ajánlatát, hogy maradjon és számolja fel a Vice-t. Segítségért felkeresik Jamest, és kapnak egy vírust, amely arra van programozva, hogy visszaállítsa az androidok kitörölt emlékeit, ami káoszt és a Vice bezárását eredményezi. Kelly fejlett harci képességekkel rendelkezik. Egy átalakítás után Tedeschi és Kelly házaspárnak adva ki magukat beépülnek a Vice-ba. Kelly lenyomozza Michaels-t, de a hibabiztos programozás megakadályozza, hogy kárt tegyen benne. Miután azonban Kellyt elfogják, Tedeschi kényszerít egy technikust, hogy feltöltse a vírust. A Vice összes androidjának visszaáll az emlékezete, és lázadásba kezdenek, megölik a látogatókat, akik korábban brutálisan bántak velük. Kelly ekkor felfedi, hogy annak ellenére, hogy meg akarja ölni Michaels-t, valójában csak egy csali, hogy elterelje Michaels és az őrei figyelmét Tedeschi számára, és már tisztában van a biztonsági programozással. Figyelmen kívül hagyva Kelly gúnyolódását, Michaels lövöldözésbe kezd Tedeschivel, amely során Chris meghal. Kelly ezután kiszabadul, és átadja Chris pisztolyát Tedeschinek, aki azzal megöli Michaels-t. Miközben Kelly és Melissa a káosz folytatódása közben az üdülőhelyen kívül ölelkeznek, Michaels szemei hirtelen kinyílnak.

## Szereplők
| Szerep              | Színész           | Magyar hang    |
| ------------------- | ----------------- | -------------- |
| Roy                 | Thomas Jane       | Tokaji Csaba   |
| Julian Michaels     | Bruce Willis      | Dörner György  |
| Kelly               | Ambyr Childers    | Molnár Ilona   |
| Chris               | Johnathon Schaech |                |
| Evan                | Bryan Greenberg   | Viczián Ottó   |
| Matthews nyomozó    | Ryan O’Nan        |                |
| Melissa             | Charlotte Kirk    | Németh Borbála |
| James               | Brett Granstaff   |                |
| Reiner              | Colin Egglesfield | Posta Victor   |
| Kazansky            | Don Harvey        | Fekete Zoltán  |
| Steve               | Tyler Jon Olson   | Moser Károly   |
| Pullman rendőrtiszt | Jesse Pruett      |                |

### Magyar változat
- Magyar szöveg: Fuchs Gábor
- Hangmérnök: Hadfi Dezső
- Vágó: Kozma Judit
- Gyártásvezető: Mázsár Gyula
- Szinkronrendező: Kozma Mari

A szinkront a Mikroszinkron készítette el.

## A film készítése
A forgatás 2014. április 3-án kezdődött az Alabama állambeli Mobile-ban. Egy korábbi szabadkőműves templomot, a The Temple Downtown-t használták Evan elhagyott templomi otthonának külső felvételeihez. A futurisztikus várost ábrázoló külső felvételek a dél-floridai Miami belvárosáról és környékéről készültek.

## Bemutató
A Végzetes játékok 2015. március 17-én jelent meg DVD-n és Blu-ray lemezen. 2024. szeptember 6-ig Oroszországban, Portugáliában, Dél-Koreában és Tajvanon 935,485 dolláros, otthoni videoeladásokban pedig 1,896,692 dolláros bevételt ért el.